# Paruma
A Paruma egy rétegvulkán az Andokban, Chile és Bolívia határán. Az Olca-Paruma sztratovulkáni vonulat része. A Paruma a vonulat gerincének keleti végén helyezkedik el, tőle nyugatra van az Olca, keletre az öregebb Cerro Paruma. A Paruma a holocénben volt aktív, oldalain több, morfológiailag fiatal lávafolyás található. Az egyik 7 km-re nyúlik ki délkeleti irányban. A vonulaton egyszer figyeltek meg aktivitást 1865-től 1867-ig, melynek természetét még nem tudni pontosan.